# Juditha
Juditha is een geslacht van vlinders uit de familie van de prachtvlinders (Riodinidae), onderfamilie Riodininae.
Juditha werd in 1964 voor het eerst wetenschappelijk beschreven door Hemming.

## Soorten
Juditha omvat de volgende soorten:
- Juditha azan (Westwood, 1851)
- Juditha caucana (Stichel, 1911)
- Juditha dorilis (Bates, H, 1866)
- Juditha inambari Hall, J & Harvey, 2001
- Juditha molpe (Hübner, 1808)
- Juditha naza Hall, J & Harvey, 2001
- Juditha odites (Cramer, 1775)
- Juditha pulcherrima (Butler, 1867)